# A1 Team Pakistan
Das A1 Team Pakistan (engl. Stilisierung: A1Team.Pakistan) war das pakistanische Nationalteam in der A1GP-Serie.

## Geschichte

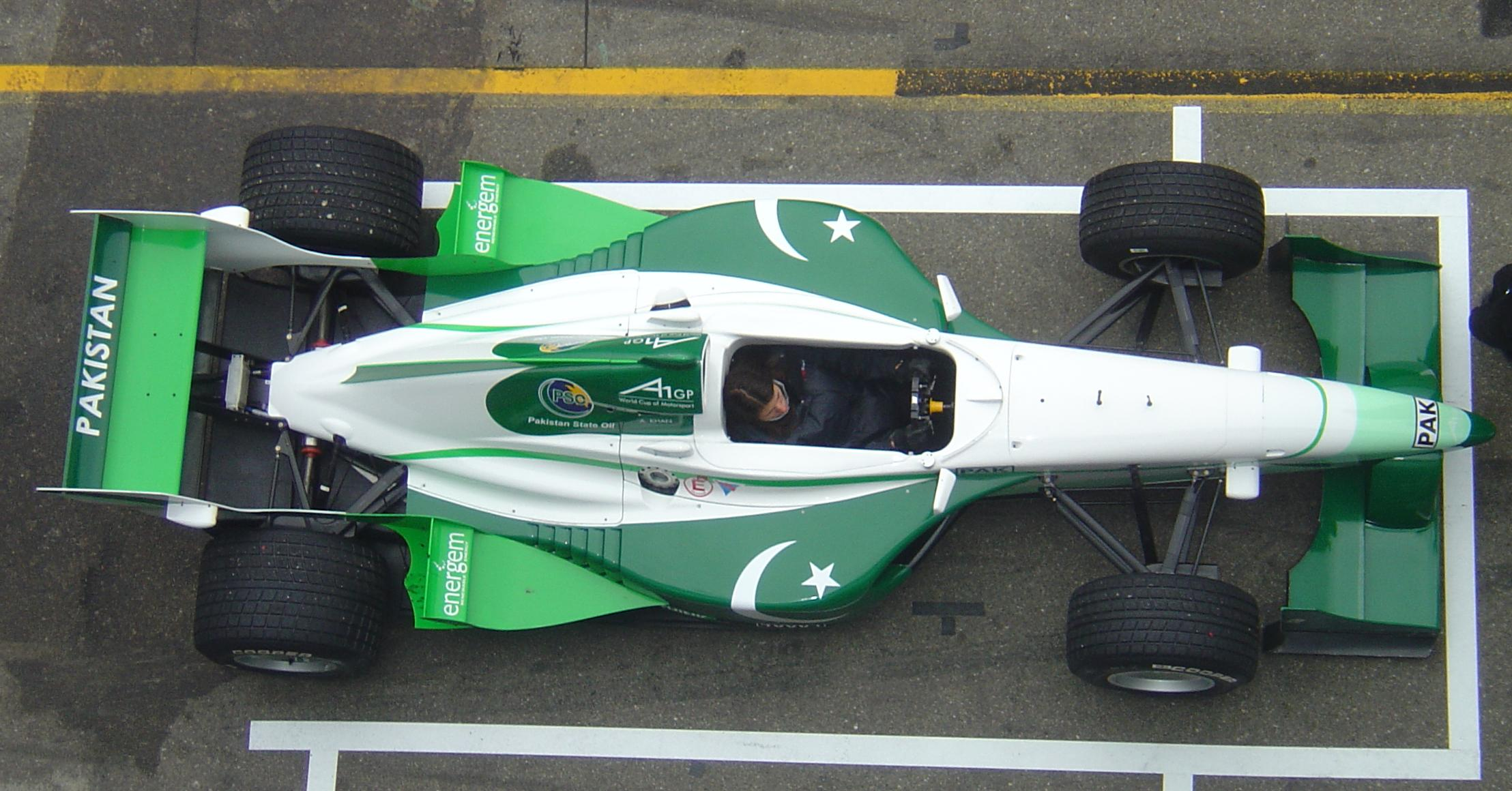
A1 Team Pakistan (2007)

Das A1 Team Pakistan wurde von Arif Husain gegründet, welcher in der vierten Saison von Adam Khan als Seatholder abgelöst wurde; als Rennstall fungierte in der ersten Saison das britische Team Super Nova Racing, in der zweiten und dritten Saison das ebenfalls britische Team Performance Racing und danach das britische Teamcraft.
In der ersten Saison gehörte das Team zu den Hinterbänklern. Es konnte bereits im ersten Rennen, dem Sprintrennen in Brands Hatch, mit Platz sieben durch Adam Khan seine ersten Punkte erzielen, in der Folgezeit blieben weitere Punkteergebnisse aber zunächst aus. Nachdem sich Stammfahrer Khan bei einem Unfall im dritten Training des Rennwochenendes in Durban am Rücken und der linken Hand verletzt hatte, bekam das Team die einmalige Erlaubnis, den italienischen Fahrer Enrico Toccacelo im Sprint- und Hauptrennen einzusetzen. Dieser war in beiden Rennen aber nicht punkteberechtigt. An den folgenden beiden Rennwochenenden in Sentul und Monterrey trat das Team nicht an. Im letzten Rennen der Saison, dem Hauptrennen in Shanghai, konnte das Team mit einem fünften Platz durch Adam Khan sein zweites Punkteresultat und gleichzeitig bestes Saisonergebnis verbuchen. Es beendete die Saison auf Rang 20 mit zehn Punkten.
In der folgenden Saison war das Team mit neuem Stammfahrer Nur Ali oft nicht konkurrenzfähig. Das beste Ergebnis und einzige Platzierung in den Punkten stellte ein zehnter Platz im Hauptrennen in Durban dar. Es beendete die Saison mit diesem einen Punkt auf dem 22. Gesamtplatz.
Auch in der dritten Saison gelang dem Team kein großer Schritt nach vorne. Der einzige Punkt konnte im Hauptrennen in Taupo durch Stammpilot Adam Khan erzielt werden, was am Ende die 20. Gesamtposition zur Folge hatte.
In der vierten Saison war das Team zwar offiziell gelistet, zum Beispiel in der Meisterschaftstabelle, trat aber bei keinem Rennwochenende auf der Strecke in Erscheinung.
Das A1 Team Pakistan hat an 30 Rennwochenenden der A1GP-Serie teilgenommen.

## Fahrer
Das A1 Team Pakistan setzte an Rennwochenenden drei verschiedene Fahrer ein, von denen alle auch an den Rennen selbst teilnahmen.

### Übersicht der Fahrer
| Fahrer             | RG | SR | HR | RS | 1. Pl.  | 2. Pl.  | 3. Pl.  | PP | SRR | Pkt. |
| ------------------ | -- | -- | -- | -- | ------- | ------- | ------- | -- | --- | ---- |
| Khan, Adam         | 36 | 18 | 18 | 2  | 0 (0/0) | 0 (0/0) | 0 (0/0) | 0  | 0   | 11   |
| Ali, Nur           | 22 | 11 | 11 | 9  | 0 (0/0) | 0 (0/0) | 0 (0/0) | 0  | 0   | 1    |
| Toccacelo, Enrico* | 2  | 1  | 1  | -  | 0 (0/0) | 0 (0/0) | 0 (0/0) | 0  | 0   | 0    |

Legende: RG = Rennen gesamt; SR = Sprintrennen; HR = Hauptrennen; RS = Rookie-Sessions; PP = Pole-Position; SRR = schnellste Rennrunde
* nicht punkteberechtigt

## Ergebnisse
| Saison | 1                                         | 1         | 2          | 2          | 3       | 3       | 4          | 4          | 5       | 5       | 6          | 6          | 7          | 7          | 8         | 8         | 9         | 9         | 10        | 10        | 11        | 11        | Rang | Punkte |
| ------ | ----------------------------------------- | --------- | ---------- | ---------- | ------- | ------- | ---------- | ---------- | ------- | ------- | ---------- | ---------- | ---------- | ---------- | --------- | --------- | --------- | --------- | --------- | --------- | --------- | --------- | ---- | ------ |
| 05/06  | Brands H.                                 | Brands H. | EuroSpeed. | EuroSpeed. | Estoril | Estoril | Eastern C. | Eastern C. | Sepang  | Sepang  | Dubai      | Dubai      | Durban     | Durban     | Sentul    | Sentul    | Monterrey | Monterrey | Laguna S. | Laguna S. | Shanghai  | Shanghai  | 20.  | 10     |
| 05/06  | 7 KHA                                     | 13 KHA    | 21 KHA     | 12 KHA     | 22 KHA  | 15 KHA  | 12 KHA     | 11 KHA     | 13 KHA  | 22 KHA  | 16 KHA     | 19 KHA     | 11 TOC     | 13 TOC     |           |           |           |           | 15 KHA    | 11 KHA    | 12 KHA    | 5 KHA     | 20.  | 10     |
| 06/07  | Zandvoort                                 | Zandvoort | Brno       | Brno       | Peking  | Peking  | Sepang     | Sepang     | Sentul  | Sentul  | Taupo      | Taupo      | Eastern C. | Eastern C. | Durban    | Durban    | Mexiko-S. | Mexiko-S. | Shanghai  | Shanghai  | Brands H. | Brands H. | 22.  | 1      |
| 06/07  | 20 ALI                                    | 22 ALI    | 20 ALI     | 22 ALI     | 21 ALI  | 22 ALI  | 18 ALI     | 20 ALI     | 20 ALI  | 15 ALI  | 18 ALI     | 18 ALI     | 20 ALI     | 19 ALI     | 18 ALI    | 10 ALI    | 15 ALI    | 21 ALI    | 20 ALI    | 18 ALI    | 21 ALI    | 17 ALI    | 22.  | 1      |
| 07/08  | Zandvoort                                 | Zandvoort | Brno       | Brno       | Sepang  | Sepang  | Zhuhai     | Zhuhai     | Taupo   | Taupo   | Eastern C. | Eastern C. | Durban     | Durban     | Mexiko-S. | Mexiko-S. | Shanghai  | Shanghai  | Brands H. | Brands H. | ---       | ---       | 20.  | 1      |
| 07/08  | 18 KHA                                    | 17 KHA    | 15 KHA     | 20 KHA     | 17 KHA  | 14 KHA  | 14 KHA     | 14 KHA     | 11 KHA  | 10 KHA  | 22 KHA     | 12 KHA     | 12 KHA     | 22 KHA     | 19 KHA    | 18 KHA    | 16 KHA    | 17 KHA    | 18 KHA    | 21 KHA    |           |           | 20.  | 1      |
| 08/09  | Zandvoort                                 | Zandvoort | Chengdu    | Chengdu    | Sepang  | Sepang  | Taupo      | Taupo      | Kyalami | Kyalami | Algarve    | Algarve    | Brands H.  | Brands H.  | ---       | ---       | ---       | ---       | ---       | ---       | ---       | ---       |      |        |
| 08/09  | offiziell gelistet, aber nicht angetreten |           |            |            |         |         |            |            |         |         |            |            |            |            |           |           |           |           |           |           |           |           |      |        |

| Legende  | Legende            | Legende                                                          |
| Farbe    | Abkürzung          | Bedeutung                                                        |
| -------- | ------------------ | ---------------------------------------------------------------- |
| Gold     | –                  | Sieg                                                             |
| Silber   | –                  | 2. Platz                                                         |
| Bronze   | –                  | 3. Platz                                                         |
| Grün     | –                  | Platzierung in den Punkten                                       |
| Blau     | –                  | Klassifiziert außerhalb der Punkteränge                          |
| Violett  | DNF                | Rennen nicht beendet (did not finish)                            |
| Violett  | NC                 | nicht klassifiziert (not classified)                             |
| Rot      | DNQ                | nicht qualifiziert (did not qualify)                             |
| Rot      | DNPQ               | in Vorqualifikation gescheitert (did not pre-qualify)            |
| Schwarz  | DSQ                | disqualifiziert (disqualified)                                   |
| Weiß     | DNS                | nicht am Start (did not start)                                   |
| Weiß     | WD                 | zurückgezogen (withdrawn)                                        |
| Hellblau | PO                 | nur am Training teilgenommen (practiced only)                    |
| Hellblau | TD                 | Freitags-Testfahrer (test driver)                                |
| ohne     | DNP                | nicht am Training teilgenommen (did not practice)                |
| ohne     | INJ                | verletzt oder krank (injured)                                    |
| ohne     | EX                 | ausgeschlossen (excluded)                                        |
| ohne     | DNA                | nicht erschienen (did not arrive)                                |
| ohne     | C                  | Rennen abgesagt (cancelled)                                      |
| ohne     | keine WM-Teilnahme |                                                                  |
| sonstige | P/fett             | Pole-Position                                                    |
| sonstige | 1/2/3/4/5/6/7/8    | Punktplatzierung im Sprint-/Qualifikationsrennen                 |
| sonstige | SR/kursiv          | Schnellste Rennrunde                                             |
| sonstige | *                  | nicht im Ziel, aufgrund der zurückgelegten Distanz aber gewertet |
| sonstige | ()                 | Streichresultate                                                 |
| sonstige | unterstrichen      | Führender in der Gesamtwertung                                   |